# Orthasie Marcellin Herivonjilalaina
Orthasie Marcellin Herivonjilalaina (ur. 13 września 1979 w Morarano Chrome) – madagaskarski duchowny rzymskokatolicki, biskup diecezjalny Ambatondrazaka od 2024. 

## Życiorys

### Prezbiterat
Święcenia kapłańskie otrzymał 21 stycznia 2006. Po ich przyjęciu został inkardynowany do Diecezji Ambatondrazaka. Po przyjęciu święceń kapłańskich uzyskał tytuły licencjata teologii w Instytucie Teologicznym Piusa XI w Reggio di Calabria oraz magistra bioetyki i seksuologii na Uniwersytecie w Mesynie. Po 2006 roku obronił doktorat z podstaw i perspektyw jedności w Instytucie Uniwersytetu Sophia w Loppiano.   
W latach 2006-2008 pracował jako wikariusz parafii św. Marii Magdaleny w Campo Calabro. Po powrocie do Madagaskaru od 2008 do 2009 roku pełnił urząd rektora Niższego Seminarium Duchownego św. Piotra w Ambatondrazaka. Od 2011 do 2015 był wikariuszem parafii w Matassino i Montanino. W latach 2015-2021 wykładał teologię w Wyższym Seminarium Duchownym św. Jana Vianneya w Moramanga.  
Od 2021 do momentu nominacji pełnił funkcję rektora Wyższego Seminarium Filozoficznego św. Franciszka Salezego w Toamasina. 

### Episkopat
14 sierpnia 2024 papież Franciszek prekonizował go ordynariuszem diecezji Ambatondrazaka. Sakry 13 października 2024 udzielił mu arcybiskup Tomasina kardynał Désiré Tsarahazana. 